# Echeveria bicolor
Echeveria bicolor är en fetbladsväxtart som först beskrevs av Carl Sigismund Kunth, och fick sitt nu gällande namn av Walther. Echeveria bicolor ingår i släktet Echeveria och familjen fetbladsväxter. Inga underarter finns listade i Catalogue of Life.